# Felix Lampe
Felix Lampe, auch Felix Lampe-Jovanovic, (* 1974) ist ein deutscher Schauspieler.

## Leben
Felix Lampe besuchte das Gymnasium Heidberg in Hamburg-Langenhorn. Er absolvierte seine Schauspielausbildung an der Schule für Schauspiel Hamburg (1998–2002) und privat in Pula, Kroatien. Später besuchte er Coachings in der Meisner Technique und in Film Acting, u. a. bei der Agentur Die Tankstelle in Berlin.
Lampe-Ivanovic hatte Theaterengagements, u. a. beim Theater im Lichthof (2001), beim Theater in der Basilika (Spielzeit 2001/02), am Altonaer Theater (2002), in den Sophiensælen Berlin (2003; als Paul in RobbyKallePaul), am Schauspielhaus Hamburg (2003; als Franco in Trainspotting), auf Kampnagel (2003; als König Karl VII in Die Jungfrau von Orleans), in der Schwankhalle Bremen (2007) und im Theater am Lend in Graz (2008).
Er arbeitete am Theater u. a. den Regisseuren Jan Oberndorf, Gunnar Dreßler, Axel Schneider, Dieter Boyer, Jorinde Dröse, Nils Daniel Finckh, Andreas Bode, Sarah-Maria Bürgin und Antje Thoms zusammen.
Felix Lampe arbeitete auch für das Kino, den Film und das Fernsehen. Im Spielfilm Emilia (2005), einer modernen, im Berlin der Neuzeit spielenden, Fassung des Lessings-Stücks Emilia Galotti verkörperte er einer Hauptrollen, den Prinzen Hettore, der im Film als Schauspielstar und Nachtclubbesitzer eingeführt wird.
In der Fernsehserie Abschnitt 40 (2006) hatte er eine durchgehende Serienhauptrolle als Polizeioberkommissar Alexander Neufels. Er hatte außerdem Episodenrollen in den Fernsehserien Der Pfundskerl (2005), Da kommt Kalle (2007), Alarm für Cobra 11 – Die Autobahnpolizei (2008), GSG 9 – Ihr Einsatz ist ihr Leben (2008), SOKO Leipzig (2014; als Lukas Franzen, der Leiter eines exklusiven Seniorenwohnheims) und Morden im Norden (2014; als Jens Dressler, ein Sozialpädagoge in einem Erlebnisprojekt für Jugendliche, an der Seite von Helene Grass).
Im Oktober 2017 war er in der Fernsehserie In aller Freundschaft – Die jungen Ärzte in einer Episodenhauptrolle als Thomas Hoffeld zu sehen; er spielte einen schwerkranken Patienten mit Bronchialkarzinom. In der 7. Staffel der ARD-Serie Familie Dr. Kleist, die ab November 2017 ausgestrahlt wurde, hatte er eine Episodenhauptrolle als Ehemann Markus Dreyer, der Vater zweier erwachsener Töchter, dessen sportliche Frau in den 40ern unerwartet noch einmal schwanger ist.
Lampe lebt in Berlin.

## Filmografie (Auswahl)
- 2004: Der gerissene Faden (Kurzfilm)
- 2005: Der Pfundskerl : Giftbrühe (Fernsehserie, eine Folge)
- 2005: Emilia (Kinofilm)
- 2006: Abschnitt 40 (Fernsehserie; Serienrolle)
- 2007: Da kommt Kalle: Unfallgefahr (Fernsehserie, eine Folge)
- 2008: Alarm für Cobra 11 – Die Autobahnpolizei: Stadt in Angst (Fernsehserie, eine Folge)
- 2008: GSG 9 – Ihr Einsatz ist ihr Leben: Helden (Fernsehserie, eine Folge)
- 2008: Treuepunkte (Fernsehfilm)
- 2009: Einsatz in Hamburg – Tödliches Vertrauen
- 2012: MEK 8 (Fernsehserie, Serienrolle)
- 2014: SOKO Leipzig: Letzte Wahrheit (Fernsehserie, eine Folge)
- 2014: Morden im Norden: Der letzte Drink (Fernsehserie, eine Folge)
- 2017: In aller Freundschaft – Die jungen Ärzte: Wahlverwandtschaften (Fernsehserie, eine Folge)
- 2018: Familie Dr. Kleist: Handwerkerehre (Fernsehserie, eine Folge)